# Melligomphus cataractus
Melligomphus cataractus är en trollsländeart som beskrevs av Chao och Liu 1990. Melligomphus cataractus ingår i släktet Melligomphus och familjen flodtrollsländor. IUCN kategoriserar arten globalt som otillräckligt studerad. Inga underarter finns listade i Catalogue of Life.